# Fejes Ádám
Fejes Ádám Géza Gergely (Budapest, 1913. augusztus 17. – Székesfehérvár, 1983. október 3.) magyar református lelkipásztor, tanító, költő.
1913. augusztus 17-én született Fejes Sándor székesfővárosi államrendőr és Bukor Anna gyermekeként. Édesapja az I. világháborúban elveszett, így az öt fiút és két lányt özvegy édesanyjuk egyedül nevelte Óbudán.

## Tanulmányai
Tanulmányait a Hunor-utcai Elemi Népiskolában kezdte 1919-ben Tárnok Kornélia osztályában. Az Óbudai Cserkészcsapat tagjaként életre szóló élményeket gyűjtött, melyek megerősítették felebaráti- és hazaszeretetét, a keresztény magyarság iránti elkötelezettségét.
1931. június 13-án érettségit tett jó minősítéssel a budapesti III. Kerületi Magyar Királyi Állami Árpád Reálgimnáziumban. A budapesti Madách Imre Gimnáziumban ezt görög érettségivel egészítette ki.
1931-1936 között a fővárosi Református Theológiai Akadémia hallgatója volt.
1937. június 28-án népiskolai tanítói képesítést szerzett.
Ezt követően második lelkészképesítő vizsgáját 1938. szeptember 14-én tette le.

## Lelkészi szolgálata
Szigetszentmiklós és Szolnok után 1937. november 30-án Ravasz László püspök a vértesaljai egyházmegye csákvári egyházközségébe rendelte segédlelkészül. Később Budafokra (1938), majd Rákospalotára (1938-39) került.
Rendes lelkészi szolgálatát 1939. április 1-jén kezdte Etyeken, az elesettek és a temető papjaként. 

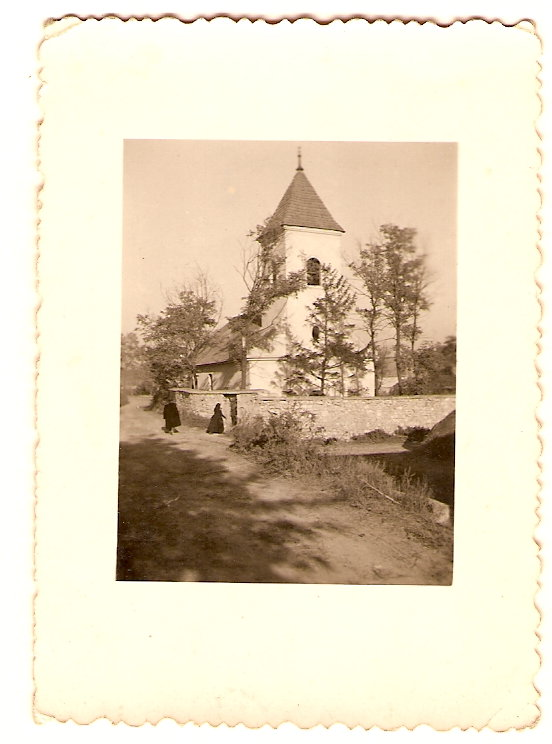
Etyek

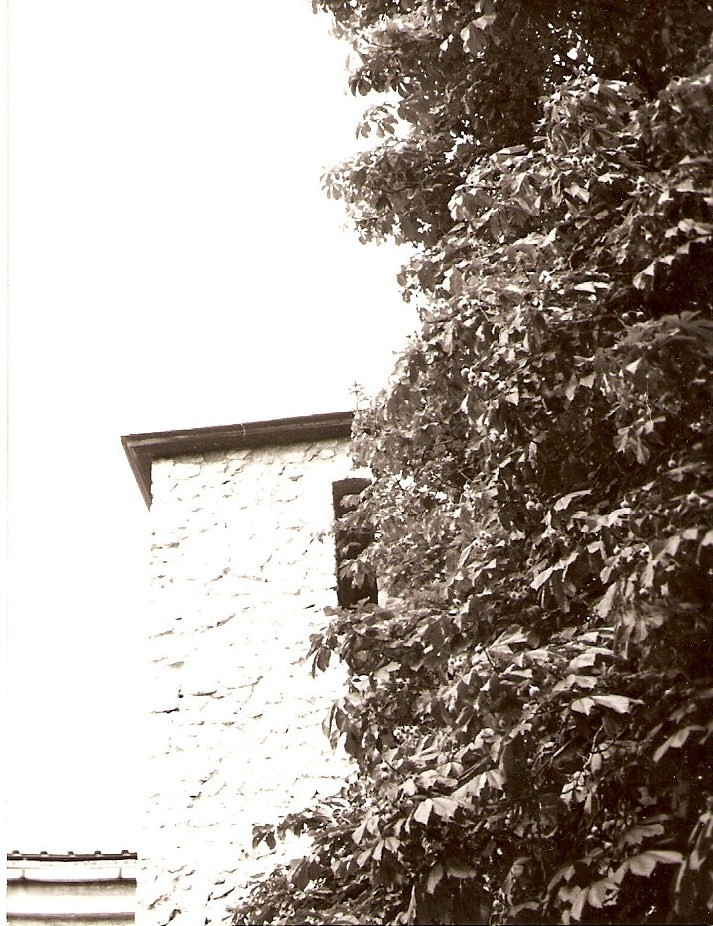
Aba

1948-tól haláláig az abai református egyházközség prédikátora volt Kulifay Lászlót követve. Beiktatására a felrobbantott templom romjai mellett, az épülő új fundamentumán került sor. Az adományokból épített új templomot 1953-ban felszentelték, 1963-ban orgonát építettek, ahol Buday Bálint kántor-tanító halála után Fejes Ádám maga kísérte a gyülekezet énekét. A sajnálatosan elhibázott építési tervek miatt a tető főtartógerendája 1968-ban az Áldozócsütörtöki ünnepi istentiszteletet követő éjszaka eltörött, a mennyezet lezuhant, a berendezés összetört, az orgona tönkrement. A faluban Fejes Ádám emlékéhez ma is legerősebben az összeomlott templom teljes újraépítése kötődik. 
Aba mellett a szórványtelepülések – Bodakajtor, Belsőbáránd, Alsószentiván – lelkészi szolgálatát is ellátta.
Szolgálatának kezdetén gondoskodásába fogadta a falu káplánját, Máté Sándor későbbi ercsi lelkipásztort, aki az orosz hadifogságban fél tüdejét elvesztette.

## Élete

### Családja
Diákkorában ismerte meg Barna Blankát (1916. október 30.- 2006. július 6.), akivel háromévi udvarlás után 1939. július 10-én házasságot kötött. 

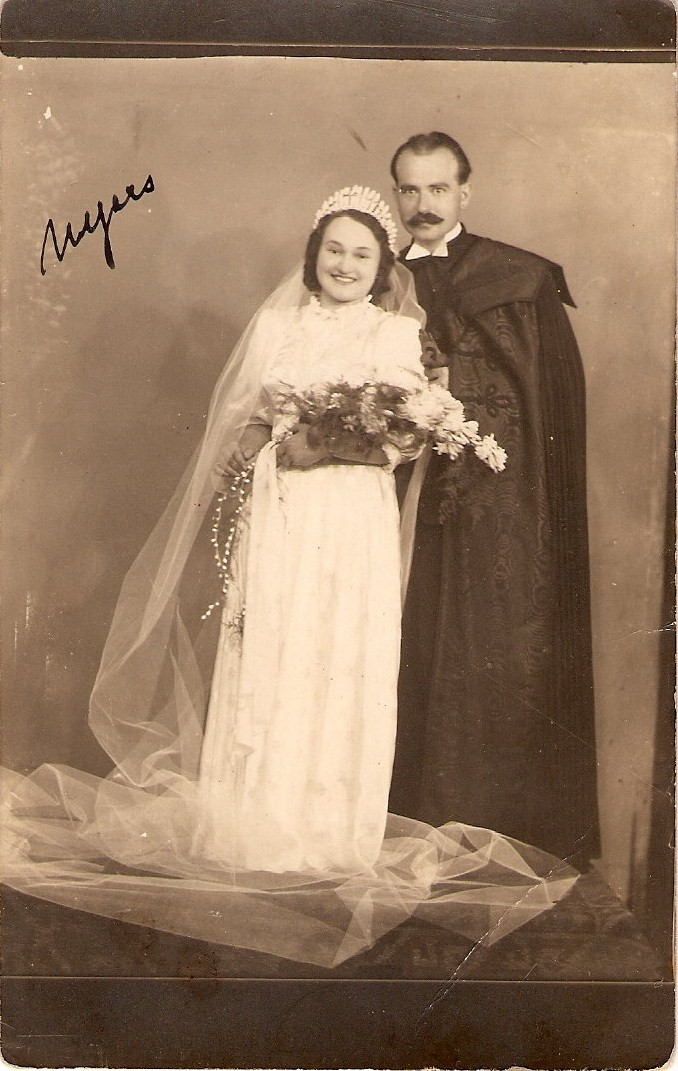
Barna Blanka és Fejes Ádám

Két gyermekük született: Ádám (1940-2001) és Blanka (1943-2000). 

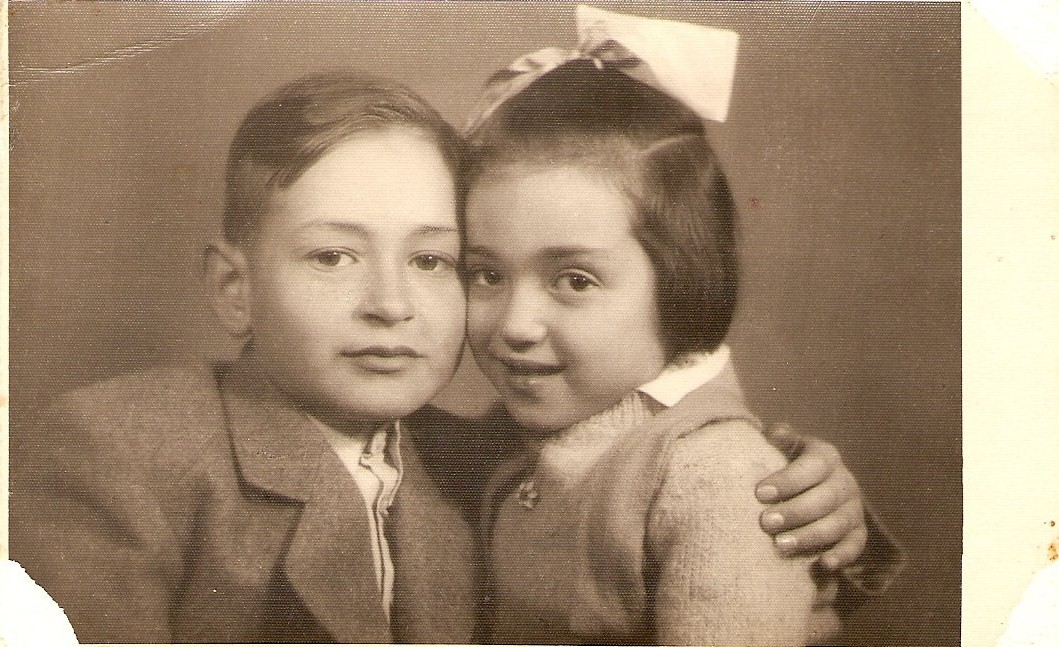
A gyerekek: Ádám és Blanka

 A II. világháborút az etyeki pincében vészelték át, svábokat, menekülteket rejtegetve.
1943-ban az Egyetemes Konvent külföldi missziójával szolgálati körútra ment Észak-Erdélybe.
A kommunista hatalomátvétel után külföldre egyetlen alkalommal jutott: 1977. augusztus 18-ától három hónapos vízumot kapott Ausztriába, ahonnan Stuttgartba tovább utazva feleségével baráti látogatást tett egy a II. világháború alatt pincéjükben rejtőző családnál. A hatalom emberei számtalanszor zaklatták, beidézték, fogdába zárták. Elmondása szerint fia hamarabb tanult meg lovagolni, mint járni: A háború alatt és azt követően minden dolgos kézre szükség volt. 1945 után osztályidegenként fizetést az államtól nem kapott, felesége nem folytathatta tanítói munkáját, gyermekei tanulmányait az állami kontraszelekció erősen korlátozta. A parókia területén mezőgazdasági munkából tartotta fenn családját. Állattenyésztésük azonban a háború végével lehetetlenné vált. A negyven marha egyik felét a németek, másikat az oroszok hajtották el.

## Költészete
Életében egyetlen verseskötete jelent meg. Az 1941-ben megjelent „Dunántúli Magyar-Pap Éneke” fedőlapján testvére, Fejes Gyula grafikus alkotása látható 

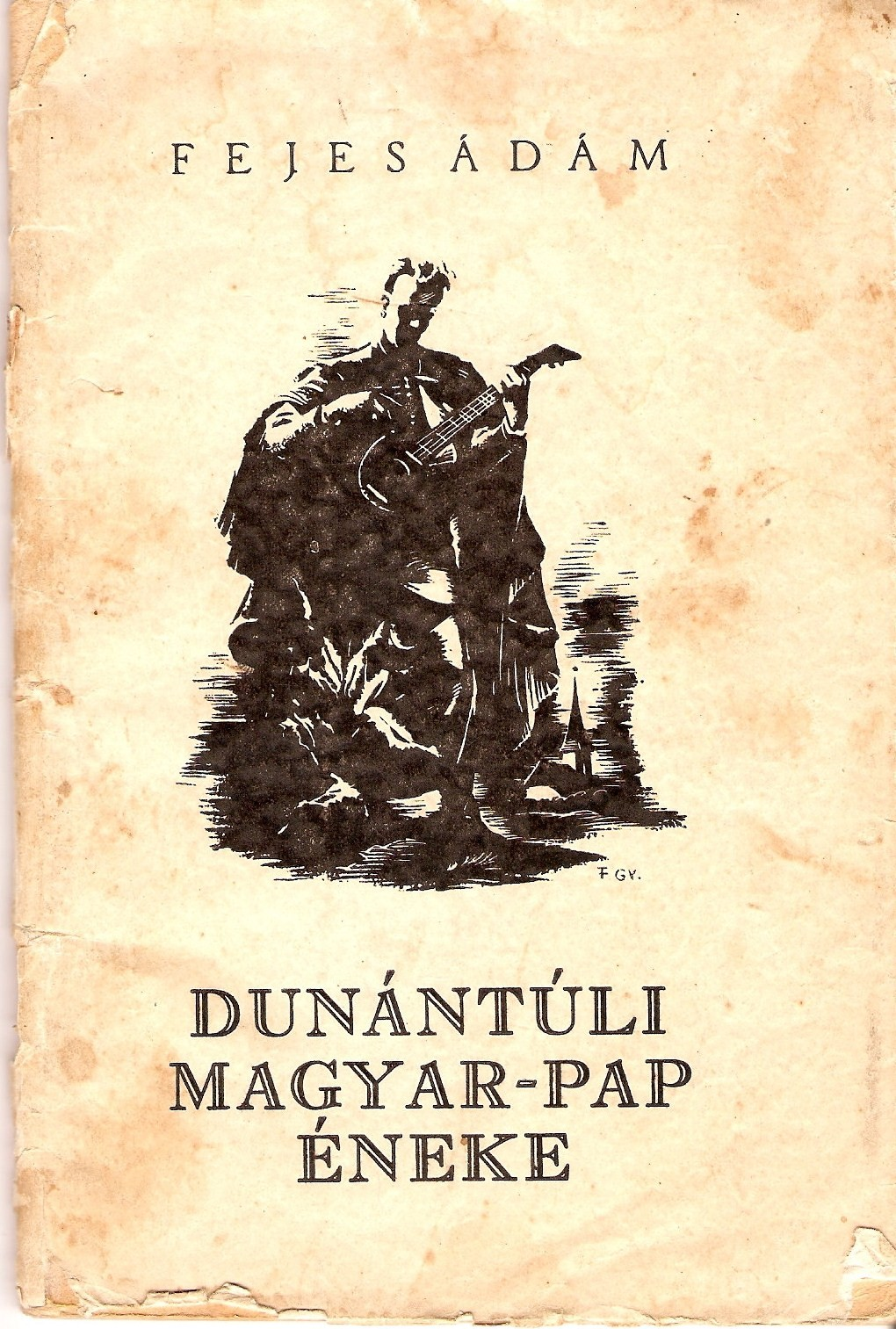
Első verseskötete

 A könyvecskében megjelent verseit korábban a Képes krónika, a Magyar Út, a Magyar Presbiter, a Híradó, a Református Jövő, az Áprily Lajos szerkesztette Protestáns Szemle, a Magyar Otthon, a Magyar Ifjúsági Vöröskereszt, Az Út, a Reformátusok Lapja, a Református Egyház, a Kincses Kalendárium, a Hollywoodi Magyar Református Egyház Híradója, és a Dia Regno közölte. Összegyűjtött életműve csak halála után jelenhetett meg Csak Világítva Szabad Járni címmel.
Versei személyes élményeinek és vallásos elhivatottságának sajátos ötvözetét adják. Istenhez fűződő viszonya végtelen szereteten alapuló családi kapcsolat: testvériség az Úrban.

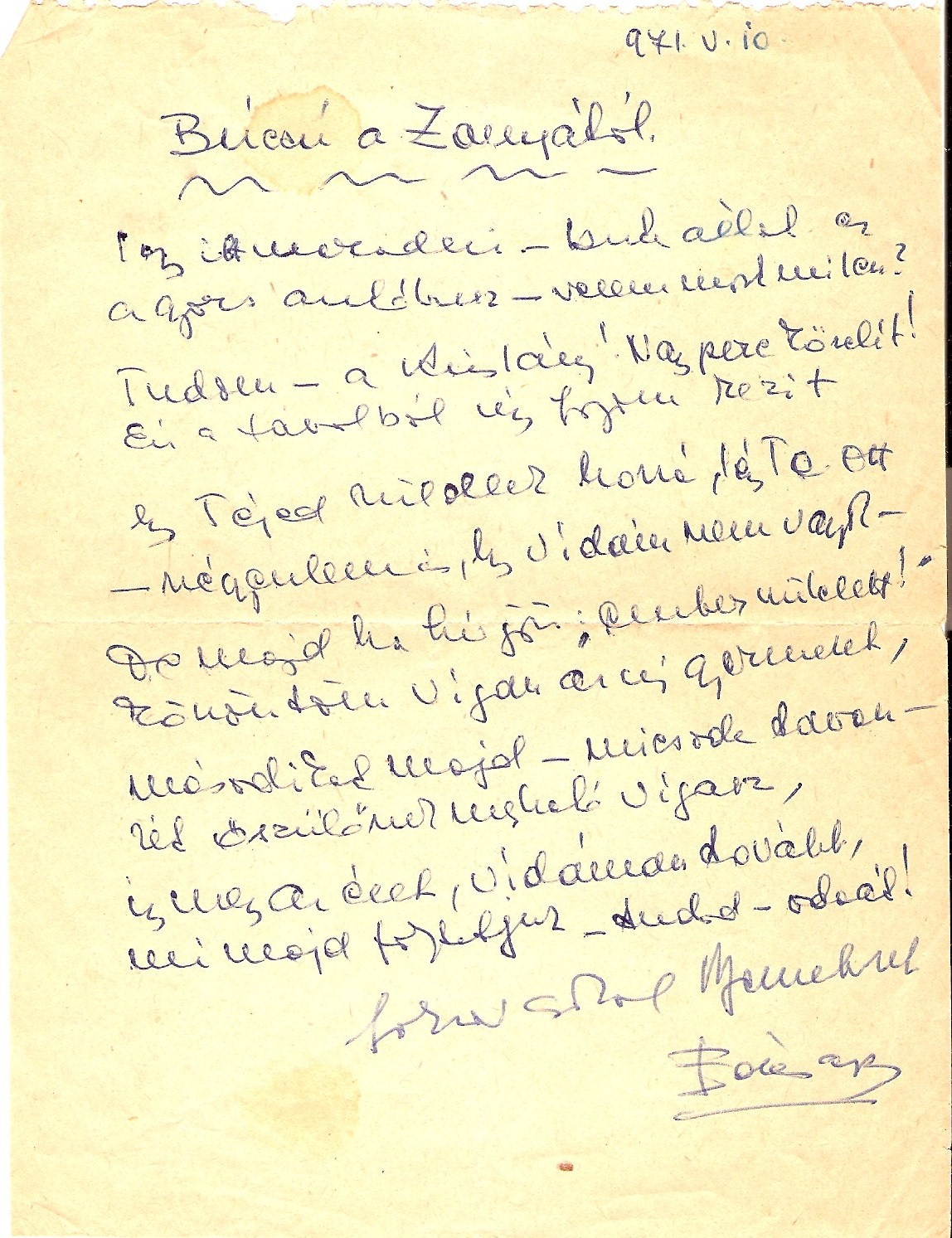
Búcsú a Zanyától
Így ittmaradni – buta állat ez
a gyors autóbusz – velem most mi lesz?
Tudom – a Kislány! Nagy perc közelít!
Én a távolból úgy fogom kezit
hogy Téged küldlek hozzá, légy Te ott
 – szégyenlem is, hogy vidám nem vagyok –
De majd ha hír jön: ember született! – 
köszöntöm vígan az új Gyermeket,
másodikat majd – micsoda tavasz – 
két őszülőnek megható vigasz,
úgy megy az élet, vidáman tovább, 
mi majd folytatjuk – tudod – odaát!

Lelkipásztori szolgálatát valóban hivatásnak tekintette: minden igehirdetését részletesen kidolgozta, jegyzeteit papírra vetette. 

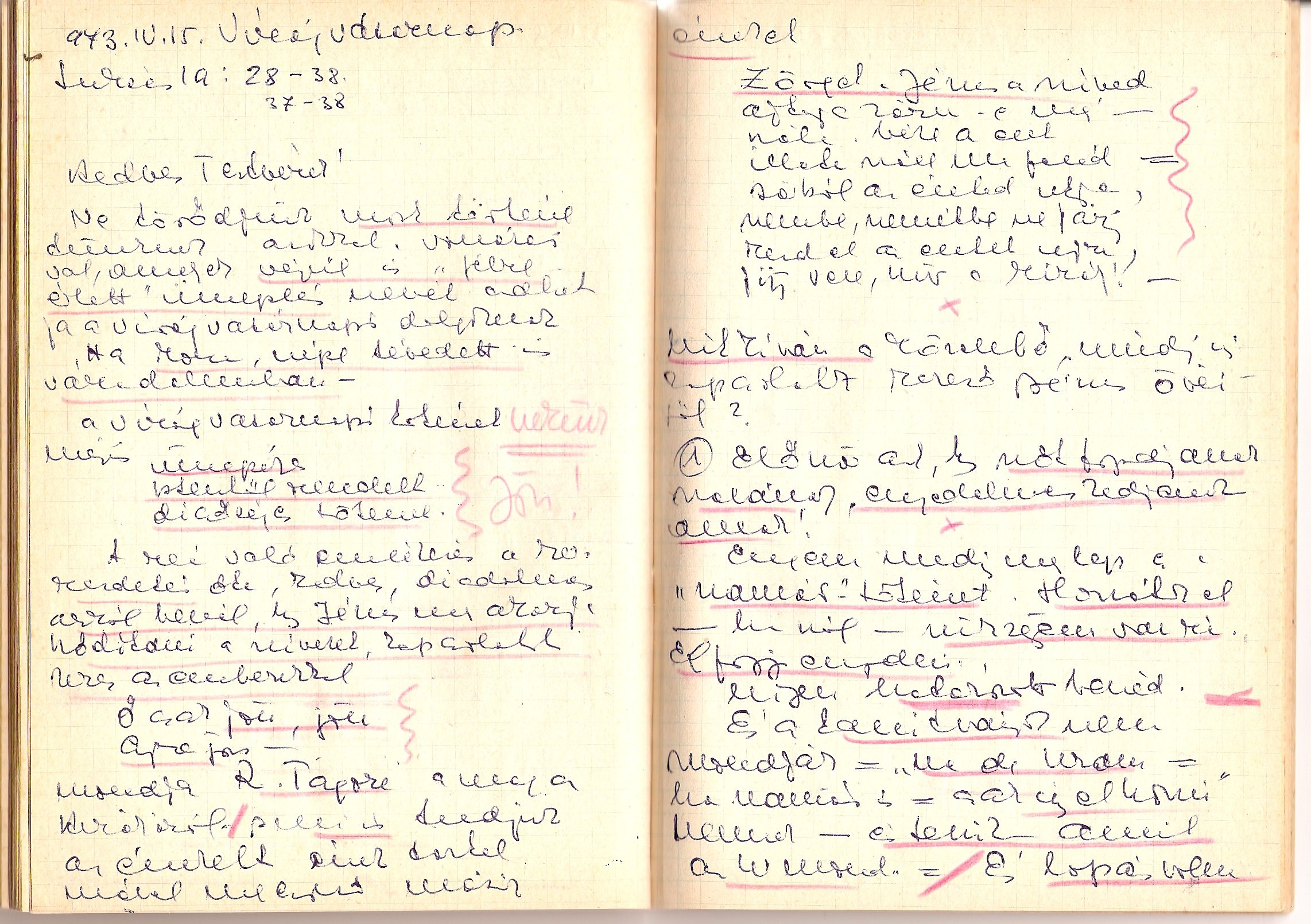
Virágvasárnapi jegyzetek

## Az utolsó igehirdetés
Szokásától eltérően az 1983. október 2-ai istentisztelet után a templomajtóban minden hívőtől kézfogással búcsút vett. Másnap hajnalban mentővel szállították be a székesfehérvári kórház intenzív osztályára szívinfarktussal. A szindróma vélhetőleg a fiatal kora óta tartó cukorbetegség miatt fellépő szívkoszorúér-elmeszedés következménye volt. Október 3-án a kórházban hunyt el. Sírján a lelkésszé avatásakor kapott ige: Azoknak, akik Istent szeretik, minden javokra szolgál.

## Hagyatéka
1993-ban Aba község díszpolgárrá avatta. További elismerésként és köszönet gyanánt 2005. november 12-én mellszobrot állítottak Fejes Ádám tiszteletére a lelkészről elnevezett téren. 

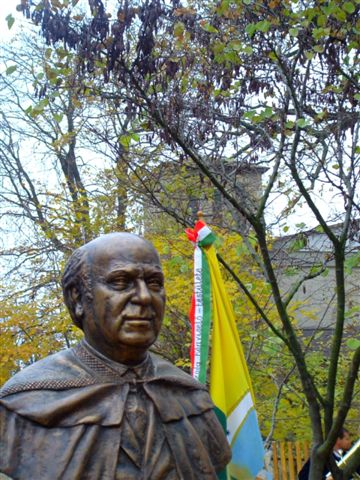
Fejes Ádám mellszobra

 Az 5/4-es portré, 70x63x29 cm-es bronz mellszobor Janzer Frigyes alkotása, Horváth László apát, Soponya plébánosa szentelte meg, és dr. Szabó István, a Dunamelléki Református Egyházkerület püspöke avatta fel.

## Versciklusai
Temető Papja

Mint Áldott Szőlővesszők …

Jézus Él

Romlott Tornyok Árnyékában

Összegyűjtött Versek